# Medaille ter herinnering aan de 25e Verjaardag van de Mongoolse Volksopstand
De Medaille ter herinnering aan de 25e Verjaardag van de Mongoolse Volksopstand werd in 1946 ingesteld. Het eerder door China gedomineerde Mongolië was in 1921 in de Sovjet-Russische invloedssfeer geraakt.
De vijfhoekige gepatineerde koperen medaille met het rood geëmailleerde getal "XXV" hangt aan een massieve gedeeltelijk rood geëmailleerde bevestiging en werd op de linkerborst gedragen.
Op de medaille zijn vijf door de Mongoolse herders gehouden dieren afgebeeld.